# Arjal
Arjal (persiska: ارجل) är en ort i Iran.   Den ligger i provinsen Chahar Mahal och Bakhtiari, i den centrala delen av landet, 400 km söder om huvudstaden Teheran. Arjal ligger 1 933 meter över havet och antalet invånare är 333.
Terrängen runt Arjal är kuperad åt nordost, men åt sydväst är den bergig. Runt Arjal är det ganska glesbefolkat, med 26 invånare per kvadratkilometer. Närmaste större samhälle är Ardal, 17,8 km nordost om Arjal. Trakten runt Arjal består i huvudsak av gräsmarker.